# 여름색 하이스쿨★청춘백서
여름색 하이스쿨★청춘백서(일본어: 夏色ハイスクル★青春白書〜転校初日のオレが幼馴染と再会したら報道部員にされていて激写少年の日々はスクープ大連発でイガイとモテモテなのに何故かマイメモリーはパンツ写真ばっかりという現実と向き合いながら考えるひと夏の島の学園生活と赤裸々な恋の行方。〜, Natsuiro High School: Seishun Hakusho)는 D3 퍼블리셔가 플레이스테이션 3 및 플레이스테이션 4용으로 2015년 6월 4일에 출시한 오픈 월드 비디오 게임이다. D3 퍼블리셔는 공식적으로 이 게임을 "오픈 월드 고등학교 사랑 모험"으로 설명한다.

## 평가
| 평가                                     |       |
| ---------------------------------------- | ----- |
| 평론 점수 평론사 점수 패미츠 30/40 [ 1 ] |       |
| 평론 점수                                |       |
| 평론사                                   | 점수  |
| 패미츠                                   | 30/40 |